# Saint-Bonnet-du-Gard
Pour les articles homonymes, voir Saint-Bonnet (homonymie).
Saint-Bonnet-du-Gard est une commune française située dans l'est du département du Gard, en région Occitanie.
Saint-Bonnet-du-Gard est une commune rurale qui compte 816 habitants en 2022, après avoir connu une forte hausse de la population depuis 1968. Elle est dans l'unité urbaine de Montfrin et fait partie de l'aire d'attraction de Nîmes. Ses habitants sont appelés les Saint-Bonnetiers ou Saint-Bonnetières.
Aucun cours d'eau permanent ne parcourt la commune, exposée à un climat méditerranéen. Proche des gorges du Gardon, la commune est en partie recoupée par deux sites Natura 2000 (« le Gardon et ses gorges » et les « gorges du Gardon ») et deux zones naturelles d'intérêt écologique, faunistique et floristique.
Le patrimoine architectural de la commune comprend deux immeubles protégés au titre des monuments historiques : l'église Saint-Bonnet, classée en 1907, et l'aqueduc de Nîmes, inscrit en 1998.

## Géographie

### Localisation
La commune de Saint-Bonnet-du-Gard se situe dans le département du Gard, dans la régionNîmes.
Les communes limitrophes sont Lédenon, Remoulins, Sernhac et Vers-Pont-du-Gard.

### Climat
Pour des articles plus généraux, voir Climat de l'Occitanie et Climat du Gard.
En 2010, le climat de la commune est de type climat méditerranéen franc, selon une étude s'appuyant sur une série de données couvrant la période 1971-2000. En 2020, Météo-France publie une typologie des climats de la France métropolitaine dans laquelle la commune est exposée à un climat méditerranéen et est dans la région climatique Provence, Languedoc-Roussillon, caractérisée par une pluviométrie faible en été, un très bon ensoleillement (2 600 h/an), un été chaud (21,5 °C), un air très sec en été, sec en toutes saisons, des vents forts (fréquence de 40 à 50 % de vents > 5 m/s) et peu de brouillards.
Pour la période 1971-2000, la température annuelle moyenne est de 14,8 °C, avec une amplitude thermique annuelle de 18,2 °C. Le cumul annuel moyen de précipitations est de 744 mm, avec 5,3 jours de précipitations en janvier et 2,9 jours en juillet. Pour la période 1991-2020, la température moyenne annuelle observée sur la station météorologique la plus proche, située sur la commune d'Uzès à 14 km à vol d'oiseau, est de 14,5 °C et le cumul annuel moyen de précipitations est de 809,4 mm,. Pour l'avenir, les paramètres climatiques de la commune estimés pour 2050 selon différents scénarios d'émission de gaz à effet de serre sont consultables sur un site dédié publié par Météo-France en novembre 2022.

### Milieux naturels et biodiversité

#### Espaces protégés
La protection réglementaire est le mode d’intervention le plus fort pour préserver des espaces naturels remarquables et leur biodiversité associée,.
La commune fait également partie des gorges du Gardon, un territoire  reconnu réserve de biosphère par l'UNESCO en 2015 pour l'importante biodiversité qui la caractérise, mariant garrigues, plaines agricoles et yeuseraies,.

#### Réseau Natura 2000

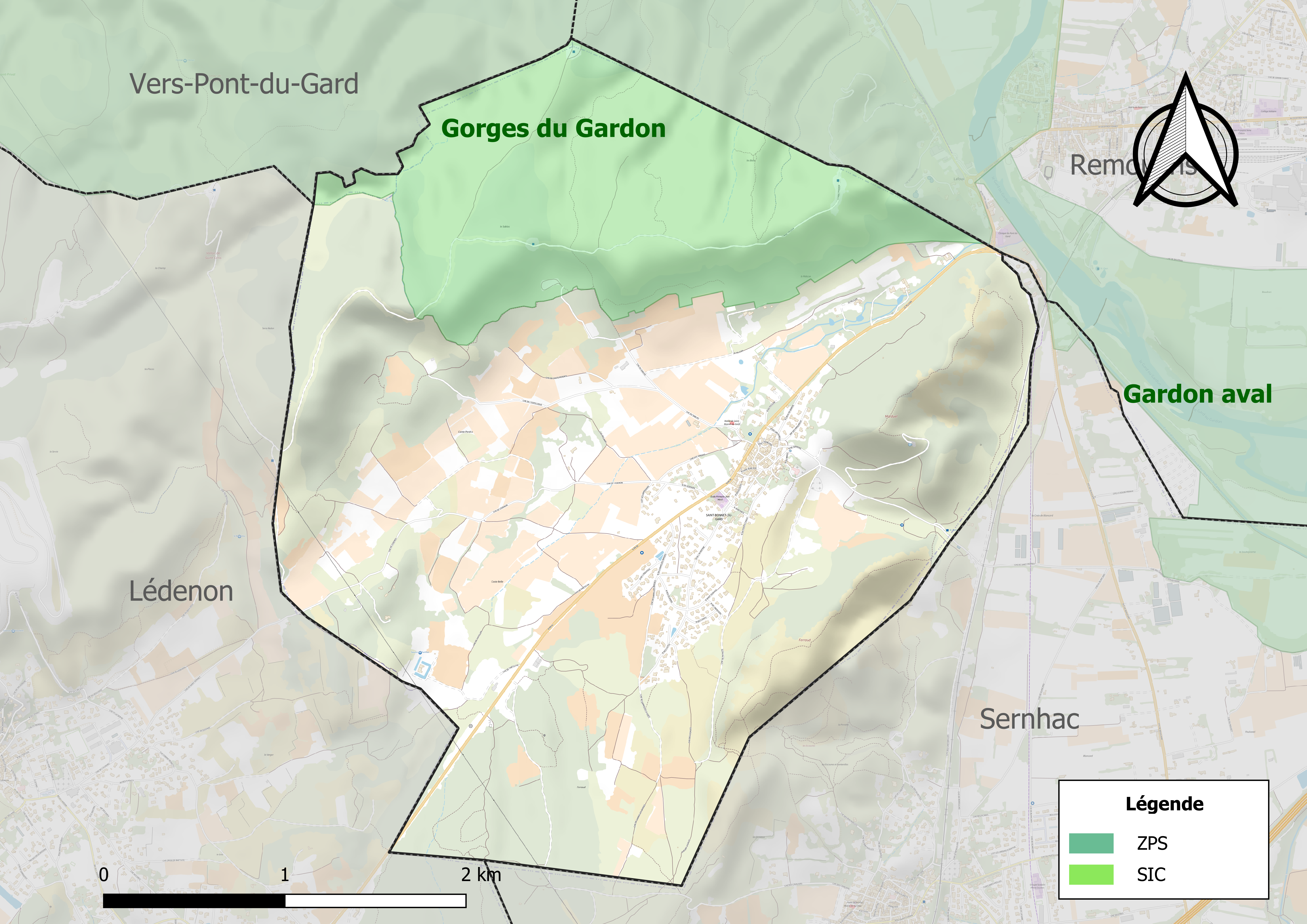
Site Natura 2000 sur le territoire communal.

Le réseau Natura 2000 est un réseau écologique européen de sites naturels d'intérêt écologique élaboré à partir des directives habitats et oiseaux, constitué de zones spéciales de conservation (ZSC) et de zones de protection spéciale (ZPS).
Un site Natura 2000 a été défini sur la commune au titre de la directive habitats :
- « le Gardon et ses gorges », d'une superficie de 7 009 ha, présentant une importante diversité des habitats et des espèces. Les nombreuses grottes permettent d'accueillir une bonne diversité de Chiroptères. Dans les gorges, se trouvent des formations de Chênes verts peu perturbées avec des espèces particulièrement rares (Cyclamen des Baléares)[13]

et un au titre de la directive oiseaux : 
- les « gorges du Gardon », d'une superficie de 7 024 ha, abritant trois espèces de rapaces remarquables, l'Aigle de Bonelli, le Circaète Jean-le-Blanc et le Vautour percnoptère[14].

#### Zones naturelles d'intérêt écologique, faunistique et floristique
L’inventaire des zones naturelles d'intérêt écologique, faunistique et floristique (ZNIEFF) a pour objectif de réaliser une couverture des zones les plus intéressantes sur le plan écologique, essentiellement dans la perspective d’améliorer la connaissance du patrimoine naturel national et de fournir aux différents décideurs un outil d’aide à la prise en compte de l’environnement dans l’aménagement du territoire.
Une ZNIEFF de type 1 est recensée sur la commune :
les « gorges du Gardon » (5 231 ha), couvrant 10 communes du département et une ZNIEFF de type 2, : 
le « plateau Saint-Nicolas » (15 838 ha), couvrant 16 communes du département.

Carte des ZNIEFF de type 1 et 2 à Saint-Bonnet-du-Gard.
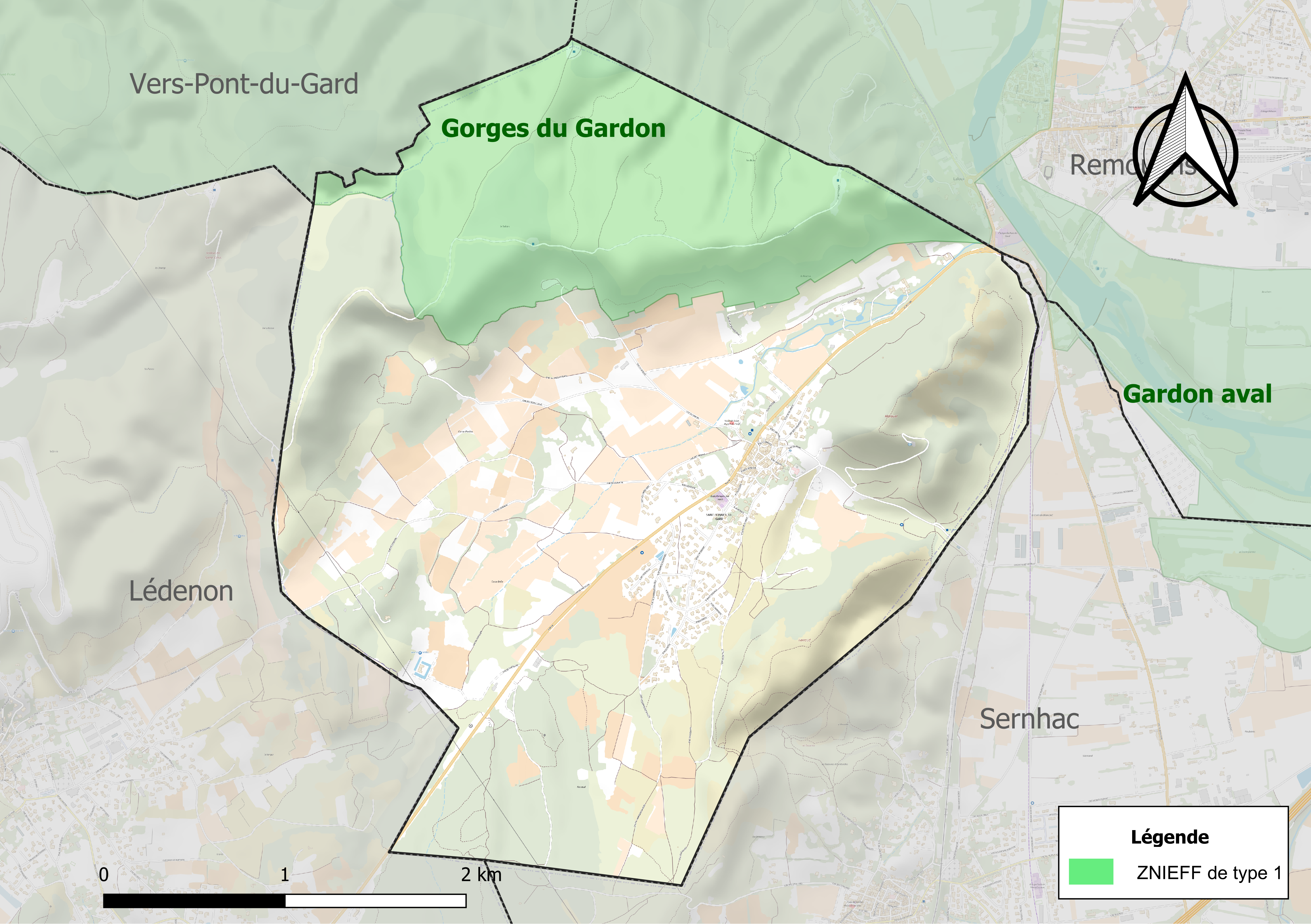
Carte de la ZNIEFF de type 1 sur la commune.
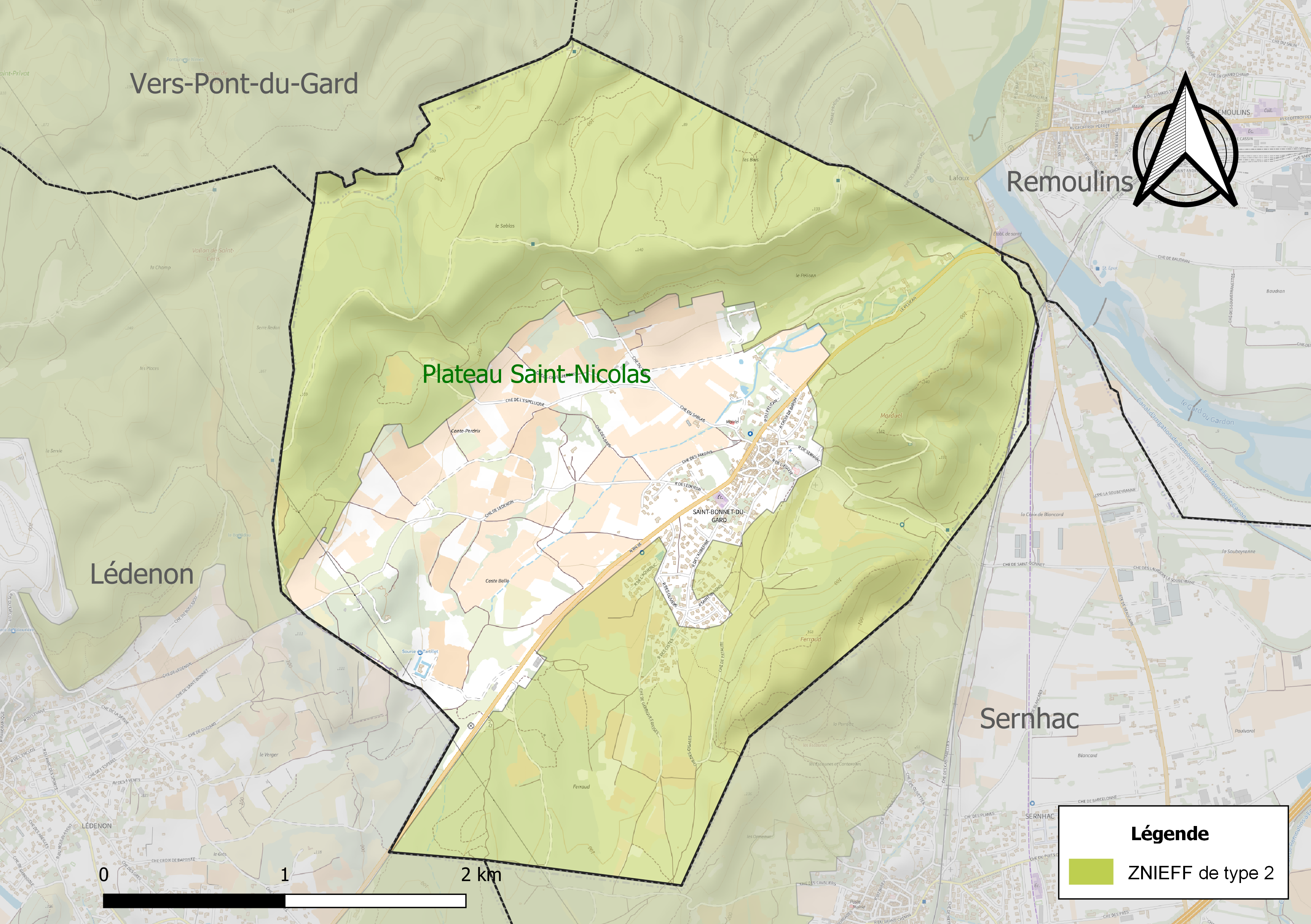
Carte de la ZNIEFF de type 2 sur la commune.

## Urbanisme

### Typologie
Au 1er janvier 2024, Saint-Bonnet-du-Gard est catégorisée bourg rural, selon la nouvelle grille communale de densité à sept niveaux définie par l'Insee en 2022.
Elle appartient à l'unité urbaine de Montfrin, une agglomération intra-départementale regroupant six  communes, dont elle est une commune de la banlieue,,. Par ailleurs la commune fait partie de l'aire d'attraction de Nîmes, dont elle est une commune de la couronne,. Cette aire, qui regroupe 92 communes, est catégorisée dans les aires de 200 000 à moins de 700 000 habitants,.

### Occupation des sols
L'occupation des sols de la commune, telle qu'elle ressort de la base de données européenne d’occupation biophysique des sols Corine Land Cover (CLC), est marquée par l'importance des forêts et milieux semi-naturels (60 % en 2018), en diminution par rapport à 1990 (64,2 %). La répartition détaillée en 2018 est la suivante : 
forêts (48,6 %), cultures permanentes (22,9 %), milieux à végétation arbustive et/ou herbacée (11,4 %), zones agricoles hétérogènes (10,8 %), zones urbanisées (6,3 %). L'évolution de l’occupation des sols de la commune et de ses infrastructures peut être observée sur les différentes représentations cartographiques du territoire : la carte de Cassini (XVIIIe siècle), la carte d'état-major (1820-1866) et les cartes ou photos aériennes de l'IGN pour la période actuelle (1950 à aujourd'hui).

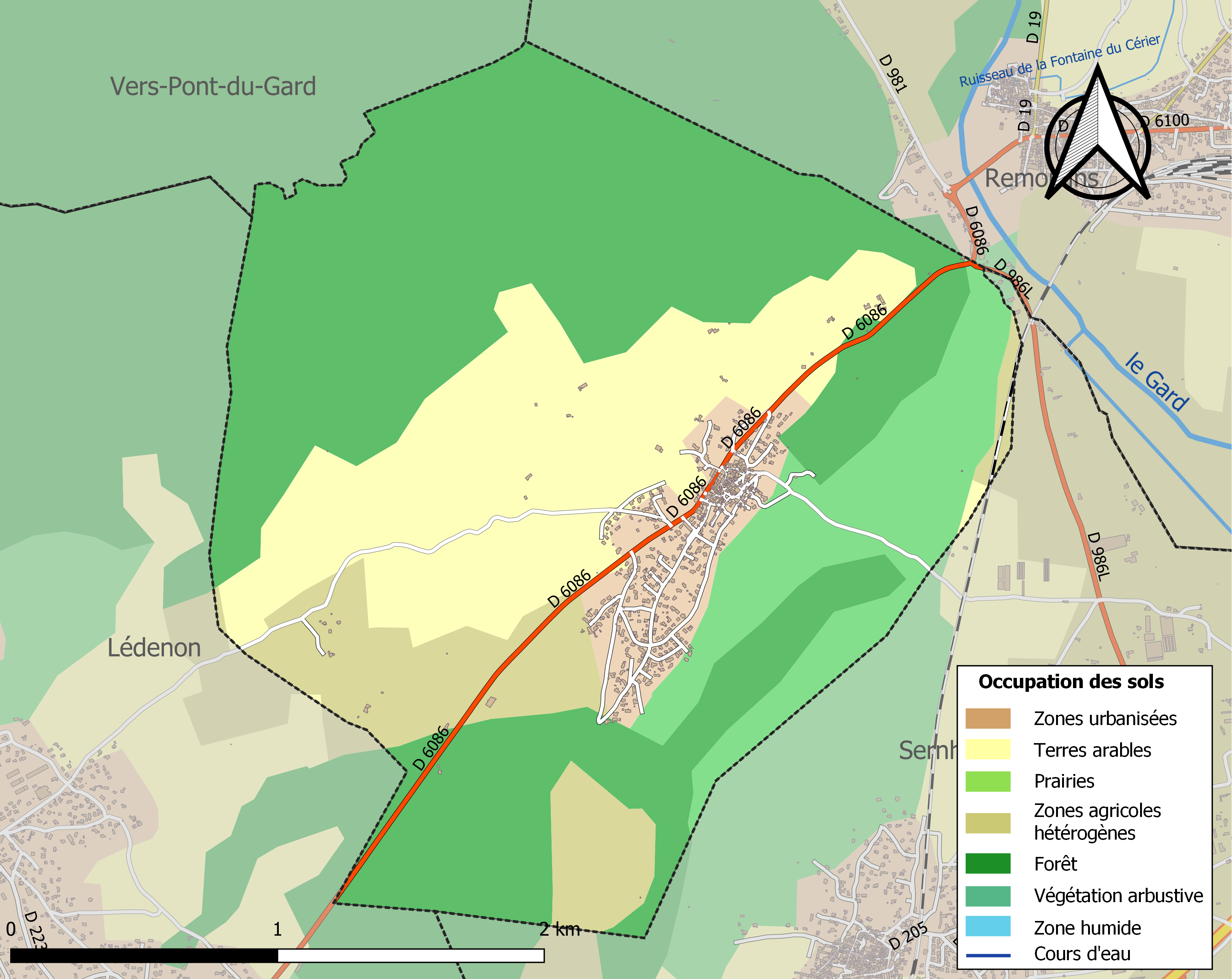
Carte des infrastructures et de l'occupation des sols de la commune en 2018 (CLC).

### Risques majeurs
Le territoire de la commune de Saint-Bonnet-du-Gard est vulnérable à différents aléas naturels : météorologiques (tempête, orage, neige, grand froid, canicule ou sécheresse), inondations, feux de forêts et séisme (sismicité modérée). Il est également exposé à deux risques technologiques,  le transport de matières dangereuses et la rupture d'un barrage. Un site publié par le BRGM permet d'évaluer simplement et rapidement les risques d'un bien localisé soit par son adresse soit par le numéro de sa parcelle.

#### Risques naturels
Certaines parties du territoire communal sont susceptibles d’être affectées par le risque d’inondation par débordement de cours d'eau, notamment la Courme. La commune a été reconnue en état de catastrophe naturelle au titre des dommages causés par les inondations et coulées de boue survenues en 1982, 1987, 1988, 1998 et 2002,.

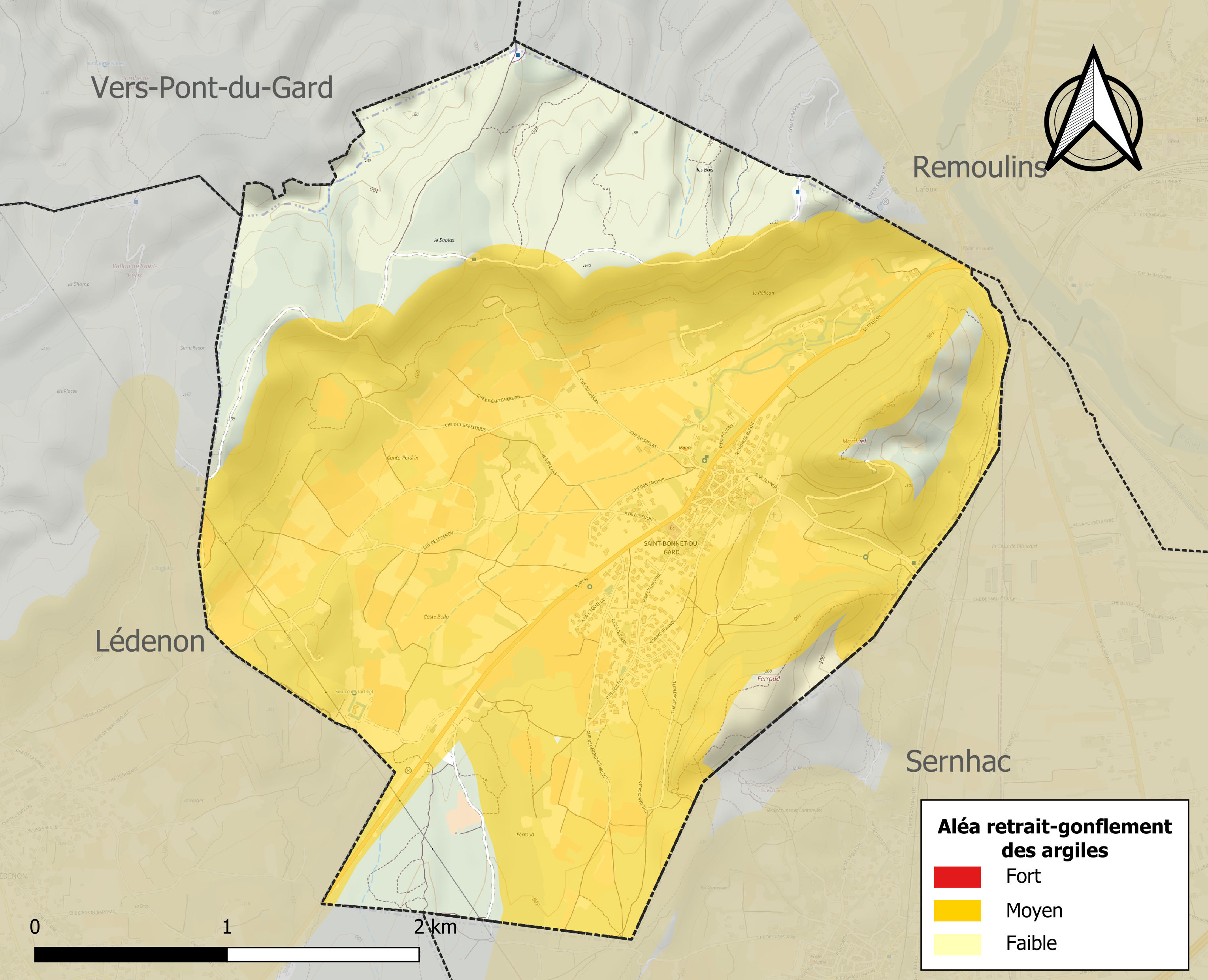
Carte des zones d'aléa retrait-gonflement des sols argileux de Saint-Bonnet-du-Gard.

Le retrait-gonflement des sols argileux est susceptible d'engendrer des dommages importants aux bâtiments en cas d’alternance de périodes de sécheresse et de pluie. 74,4 % de la superficie communale est en aléa moyen ou fort (67,5 % au niveau départemental et 48,5 % au niveau national). Sur les 369 bâtiments dénombrés sur la commune en 2019, 369 sont en aléa moyen ou fort, soit 100 %, à comparer aux 90 % au niveau départemental et 54 % au niveau national. Une cartographie de l'exposition du territoire national au retrait gonflement des sols argileux est disponible sur le site du BRGM,.
Par ailleurs, afin de mieux appréhender le risque d’affaissement de terrain, l'inventaire national des cavités souterraines permet de localiser celles situées sur la commune.

#### Risques technologiques
Le risque de transport de matières dangereuses sur la commune est lié à sa traversée par des infrastructures routières ou ferroviaires importantes ou la présence d'une canalisation de transport d'hydrocarbures. Un accident se produisant sur de telles infrastructures est en effet susceptible d’avoir des effets graves au bâti ou aux personnes jusqu’à 350 m, selon la nature du matériau transporté. Des dispositions d’urbanisme peuvent être préconisées en conséquence.
La commune est en outre située en aval du barrage de Sainte-Cécile-d'Andorge, un ouvrage de classe A doté d'un PPI. À ce titre elle est susceptible d’être touchée par l’onde de submersion consécutive à la rupture de cet ouvrage.

## Toponymie

### Attestations anciennes
Le nom de la localité est attesté sous les formes Sanctus-Bonitus en 994 ; Ecclesia Sancti-Boniti en 1156 ; Castrum Sancti-Boniti en 1157 ; Lo Castel de San-Bonnet en 1174 ; Sanctus-Bonitus en 1233 ; Castrum Sancti-Boniti en 1269 ; Ecclesia Sancti-Boniti en 1386 ; Saint-Bonnet en 1435 ; Jurisdictio Sancti-Boneti en 1474 ; La seigneurie de Saint-Bonnet en 1567 ; Sainct-Bonet, viguerie de Beaucaire en 1582 ; Bonnet-du-Gard en 1793, Saint Bonnet en 1793 ; Saint-Bonnet en 1801 et Saint-Bonnet-du-Gard depuis 1962.

## Histoire

### Préhistoire
Vers 2800 av. J.-C., la région est caractérisée par la présence de groupes humains appartenant à la culture de Fontbouisse (Néolithique final). Cette culture tire son nom de celui du site archéologique de Fontbouisse, sur la commune de Villevieille près de Sommières. Elle s’étend de la garrigue languedocienne (Gard – Hérault) jusqu’au Rhône et dans le sud de l’Ardèche. Pour autant sur Saint-Bonnet et ses alentours, cette période n'a livré que du mobilier.
Vers 2000 av. J.-C., la culture de Fontbouisse disparait.

### Protohistoire
Les premières traces d'occupation humaine à Saint-Bonnet sont liées à l'oppidum de Marduel. L'occupation du site aurait débuté à la fin de l'âge du bronze et duré près de sept siècles, jusqu'à l'Âge du fer et la période gallo-romaine. On y relève une occupation discontinue du site dès l'âge du Bronze final II (antérieur à 750 av. J.-C.), puis continue au cours du VIe siècle av. J.-C.

### Haut Moyen Âge
Le nom de « Saint-Bonnet » apparaît en l'an 993 dans l'acte de donation de Raynoard à l'abbaye de Psalmodi où sont énumérés les biens qui en sont l'objet : « Donamus in comitatu nemausense ecclésia quæ est fundata in honore sancti Boniti, cum omni adiacentias vel pertinentias earum, cum ipsa villa vel ipsos molinos qui ibidem habemus et ipso boso qui in eorum terminum habemus, id est in casis casalitiis, hortis terris vineis siluis carricis, arboribus pomiferis et impomiferis, aquis aquarum vel decursibus earum. ».

### Moyen Âge central et tardif
Pendant tout le Moyen Âge, les prieurs de Saint-Bonnet règnent sur le village en seigneurs féodaux, conjointement avec les seigneurs d'Uzès à partir de 1290. L'influence de Psalmodi et d'Uzès sur Saint-Bonnet s'atténue progressivement jusqu'à la Révolution.

## Politique et administration

### Découpage territorial
La commune se trouve dans l'arrondissement de Nîmes du département du Gard.

#### Commune et intercommunalités
La commune est membre de la communauté de communes du Pont du Gard.

#### Circonscriptions administratives
La commune est rattachée au canton de Redessan.

#### Circonscriptions électorales
Pour l'élection des députés, la commune fait partie de la troisième circonscription du Gard.

### Élections municipales et communautaires

#### Liste des maires
| Période                                  | Période   | Identité          | Étiquette   | Qualité |
| ---------------------------------------- | --------- | ----------------- | ----------- | ------- |
| Les données manquantes sont à compléter. |           |                   |             |         |
|                                          |           | Raymond Blanc     |             |         |
| 2001                                     | mars 2008 | Élisabeth Thurel  | DVG         |         |
| mars 2008                                | août 2016 | Sandrine Péridier | FN          |         |
| août 2016                                | En cours  | Jean-Marie Moulin | FN, RN, REC |         |

## Population et société

### Démographie
L'évolution du nombre d'habitants est connue à travers les recensements de la population effectués dans la commune depuis 1793. Pour les communes de moins de 10 000 habitants, une enquête de recensement portant sur toute la population est réalisée tous les cinq ans, les populations de référence des années intermédiaires étant quant à elles estimées par interpolation ou extrapolation. Pour la commune, le premier recensement exhaustif entrant dans le cadre du nouveau dispositif a été réalisé en 2007.

En 2022, la commune comptait 816 habitants, en évolution de −3,32 % par rapport à 2016 (Gard : +2,97 %, France hors Mayotte : +2,11 %).
| 1793 | 1800 | 1806 | 1821 | 1831 | 1836 | 1841 | 1846 | 1851 |
| ---- | ---- | ---- | ---- | ---- | ---- | ---- | ---- | ---- |
| 464  | 494  | 517  | 586  | 545  | 517  | 536  | 560  | 591  |

| 1856 | 1861 | 1866 | 1872 | 1876 | 1881 | 1886 | 1891 | 1896 |
| ---- | ---- | ---- | ---- | ---- | ---- | ---- | ---- | ---- |
| 526  | 509  | 560  | 454  | 423  | 404  | 374  | 347  | 364  |

| 1901 | 1906 | 1911 | 1921 | 1926 | 1931 | 1936 | 1946 | 1954 |
| ---- | ---- | ---- | ---- | ---- | ---- | ---- | ---- | ---- |
| 368  | 356  | 301  | 282  | 297  | 266  | 280  | 264  | 277  |

| 1962 | 1968 | 1975 | 1982 | 1990 | 1999 | 2006 | 2007 | 2012 |
| ---- | ---- | ---- | ---- | ---- | ---- | ---- | ---- | ---- |
| 306  | 300  | 316  | 358  | 372  | 579  | 669  | 682  | 811  |

| 2017 | 2022 | - | - | - | - | - | - | - |
| ---- | ---- | - | - | - | - | - | - | - |
| 835  | 816  | - | - | - | - | - | - | - |

### Sports et loisirs

#### Loisirs

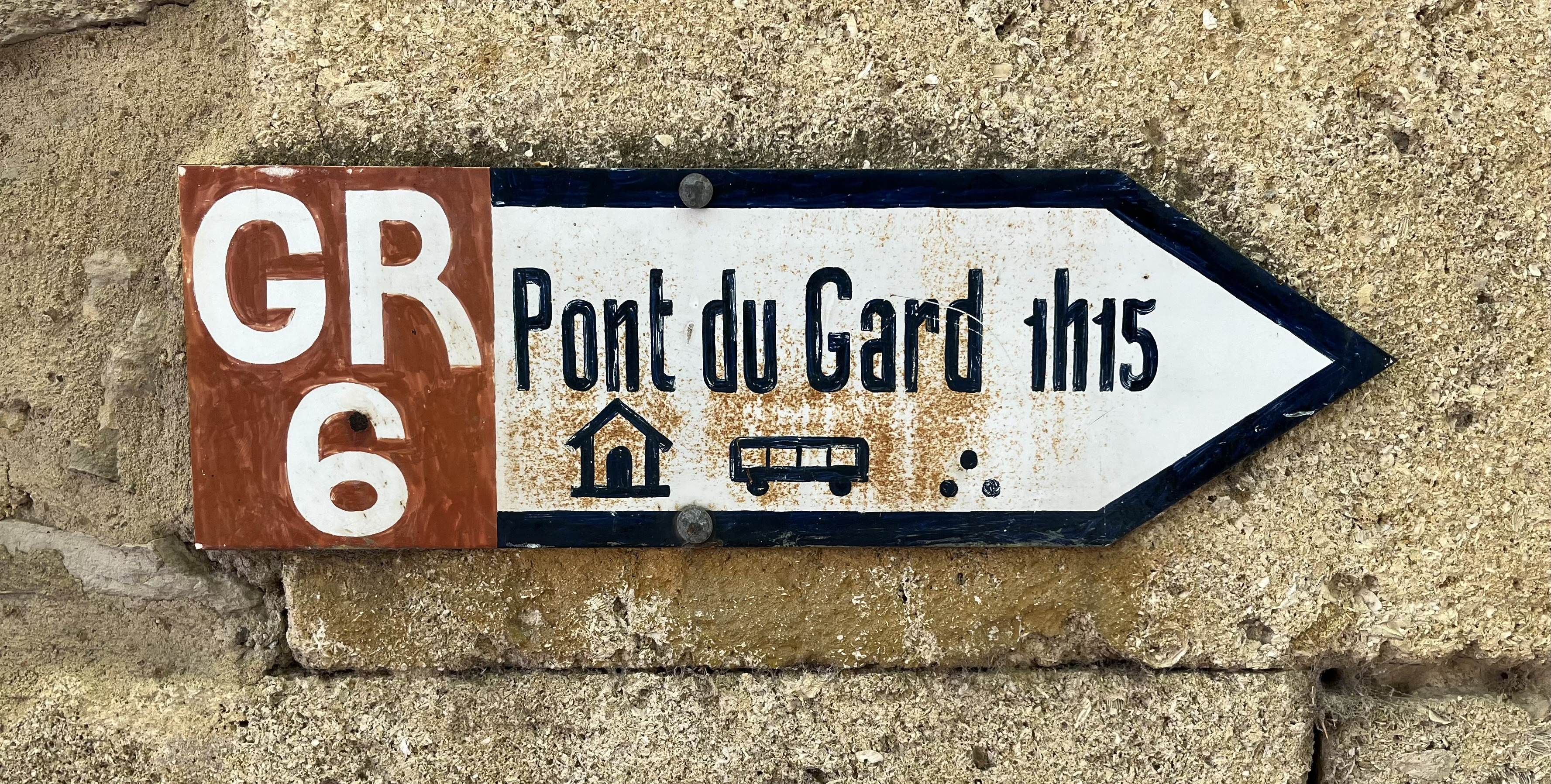
Un panneau du GR 6 à Saint-Bonnet-du-Gard.

Le territoire de la commune est traversé par le sentier de grande randonnée GR 6, venant de Sernhac et se dirigeant vers Remoulins, en direction du pont du Gard situé sur le tracé de l'aqueduc de Nîmes.

### Vie associative
- L'amicale des toujours jeunes
- Les anciens combattants
- L'association des parents d'élèves
- La boule sainte-bonnetoise
- Le comité des fêtes de Saint-Bonnet-du-Gard
- Des Pousses & Des Pierres
- La puce nouvelle
- Otra oportunidad
- Saint-Bonnet-du-Gard Passion Patrimoine
- La société de chasse
- Opera is Open

## Économie

### Revenus de la population et fiscalité
En 2018  (données Insee publiées en septembre 2021), la commune compte 343 ménages fiscaux, regroupant 843 personnes. La médiane du revenu disponible par unité de consommation est de 21 490 € (20 020 € dans le département).

### Emploi
|                | 2008   | 2013   | 2018   |
| -------------- | ------ | ------ | ------ |
| Commune        | 8,5 %  | 13,4 % | 12,6 % |
| Département    | 10,6 % | 12 %   | 12 %   |
| France entière | 8,3 %  | 10 %   | 10 %   |

En 2018, la population âgée de 15 à 64 ans s'élève à 555 personnes, parmi lesquelles on compte 74,7 % d'actifs (62,1 % ayant un emploi et 12,6 % de chômeurs) et 25,3 % d'inactifs,. En  2018, le taux de chômage communal (au sens du recensement) des 15-64 ans est supérieur à celui de la France et du département, alors qu'il était inférieur à celui du département en 2008.
La commune fait partie de la couronne de l'aire d'attraction de Nîmes, du fait qu'au moins 15 % des actifs travaillent dans le pôle,. Elle compte 101 emplois en 2018, contre 88 en 2013 et 99 en 2008. Le nombre d'actifs ayant un emploi résidant dans la commune est de 347, soit un indicateur de concentration d'emploi de 29,2 % et un taux d'activité parmi les 15 ans ou plus de 61,3 %.
Sur ces 347 actifs de 15 ans ou plus ayant un emploi, 71 travaillent dans la commune, soit 20 % des habitants. Pour se rendre au travail, 88,6 % des habitants utilisent un véhicule personnel ou de fonction à quatre roues, 2 % les transports en commun, 3,5 % s'y rendent en deux-roues, à vélo ou à pied et 5,8 % n'ont pas besoin de transport (travail au domicile).

### Activités hors agriculture

#### Secteurs d'activités
74 établissements sont implantés  à Saint-Bonnet-du-Gard au 31 décembre 2019. Le tableau ci-dessous en détaille le nombre par secteur d'activité et compare les ratios avec ceux du département,.
| Secteur d'activité                                                                                        | Commune | Commune | Département |
| Secteur d'activité                                                                                        | Nombre  | %       | %           |
| --- | ------- | ------- | ----------- |
| Ensemble                                                                                                  | 74      | 100 %   | (100 %)     |
| Industrie manufacturière, industries extractives et autres                                                | 2       | 2,7 %   | (7,9 %)     |
| Construction                                                                                              | 15      | 20,3 %  | (15,5 %)    |
| Commerce de gros et de détail, transports, hébergement et restauration                                    | 20      | 27 %    | (30 %)      |
| Information et communication                                                                              | 4       | 5,4 %   | (2,2 %)     |
| Activités financières et d'assurance                                                                      | 2       | 2,7 %   | (3 %)       |
| Activités immobilières                                                                                    | 6       | 8,1 %   | (4,1 %)     |
| Activités spécialisées, scientifiques et techniques et activités de services administratifs et de soutien | 11      | 14,9 %  | (14,9 %)    |
| Administration publique, enseignement, santé humaine et action sociale                                    | 8       | 10,8 %  | (13,5 %)    |
| Autres activités de services                                                                              | 6       | 8,1 %   | (8,8 %)     |

Le secteur du commerce de gros et de détail, des transports, de l'hébergement et de la restauration est prépondérant sur la commune puisqu'il représente 27 % du nombre total d'établissements de la commune (20 sur les 74 entreprises implantées  à Saint-Bonnet-du-Gard), contre 30 % au niveau départemental.

#### Entreprises et commerces
L'entreprise ayant son siège social sur le territoire communal qui génère le plus de chiffre d'affaires en 2020 est : 
- PIC 30, travaux d'isolation (90 k€)

### Agriculture
|               | 1988 | 2000 | 2010 | 2020 |
| ------------- | ---- | ---- | ---- | ---- |
| Exploitations | 32   | 18   | 7    | 4    |
| SAU (ha)      | 126  | 190  | 98   | 132  |

La commune est dans les Garrigues, une petite région agricole occupant le centre du département du Gard. En 2020, l'orientation technico-économique de l'agriculture  sur la commune est la viticulture. Quatre exploitations agricoles ayant leur siège dans la commune sont dénombrées lors du recensement agricole de 2020 (32 en 1988). La superficie agricole utilisée est de 132 ha,,.

## Culture locale et patrimoine

### Lieux et monuments

#### Monuments historiques
Sur le territoire de la commune se trouve deux monuments historiques :
- les vestiges de l'aqueduc de Nîmes, datant du milieu du Ier siècle. Les vestiges archéologiques de l'aqueduc de Nîmes et les parcelles traversées ou bordées par son tracé font l’objet d’une inscription au titre des monuments historiques depuis le 13 janvier 1998[39] ;
- l'église Saint-Bonnet de Saint-Bonnet-du-Gard : église romane fortifiée du XIe siècle située au sommet du village. L'édifice fait l’objet d’un classement au titre des monuments historiques en 7 février 1907[40].

l'église Saint-Bonnet de Saint-Bonnet-du-Gard
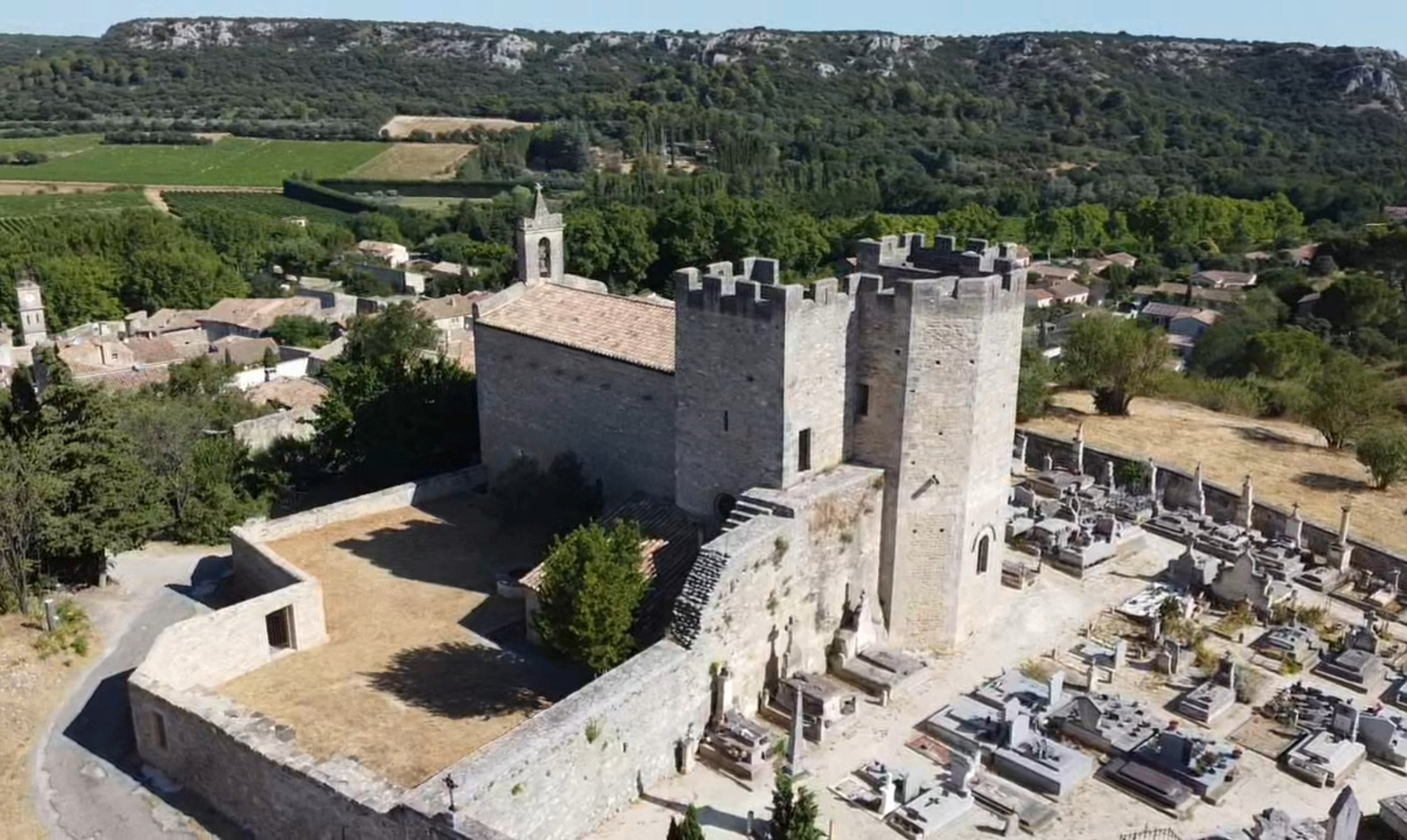
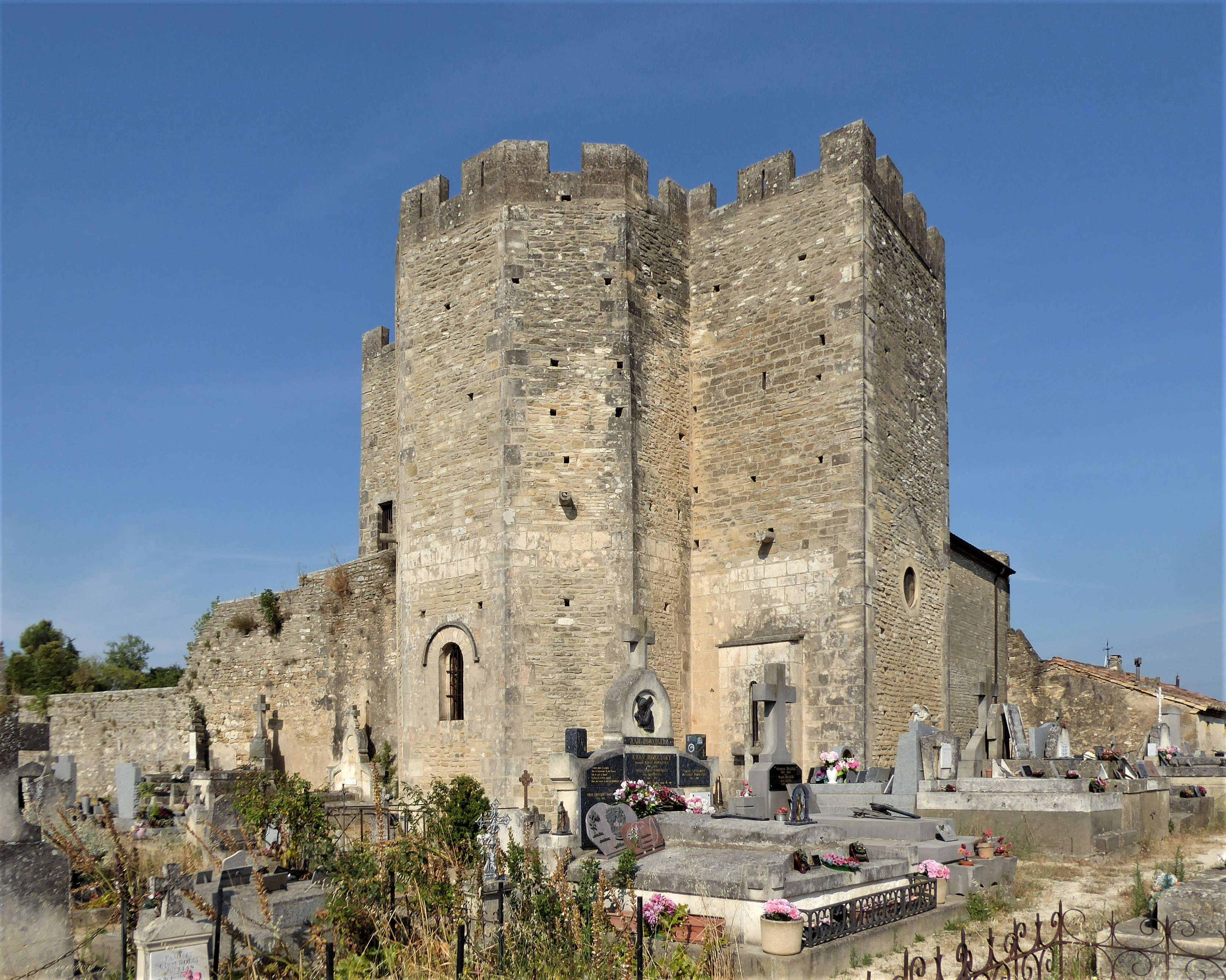
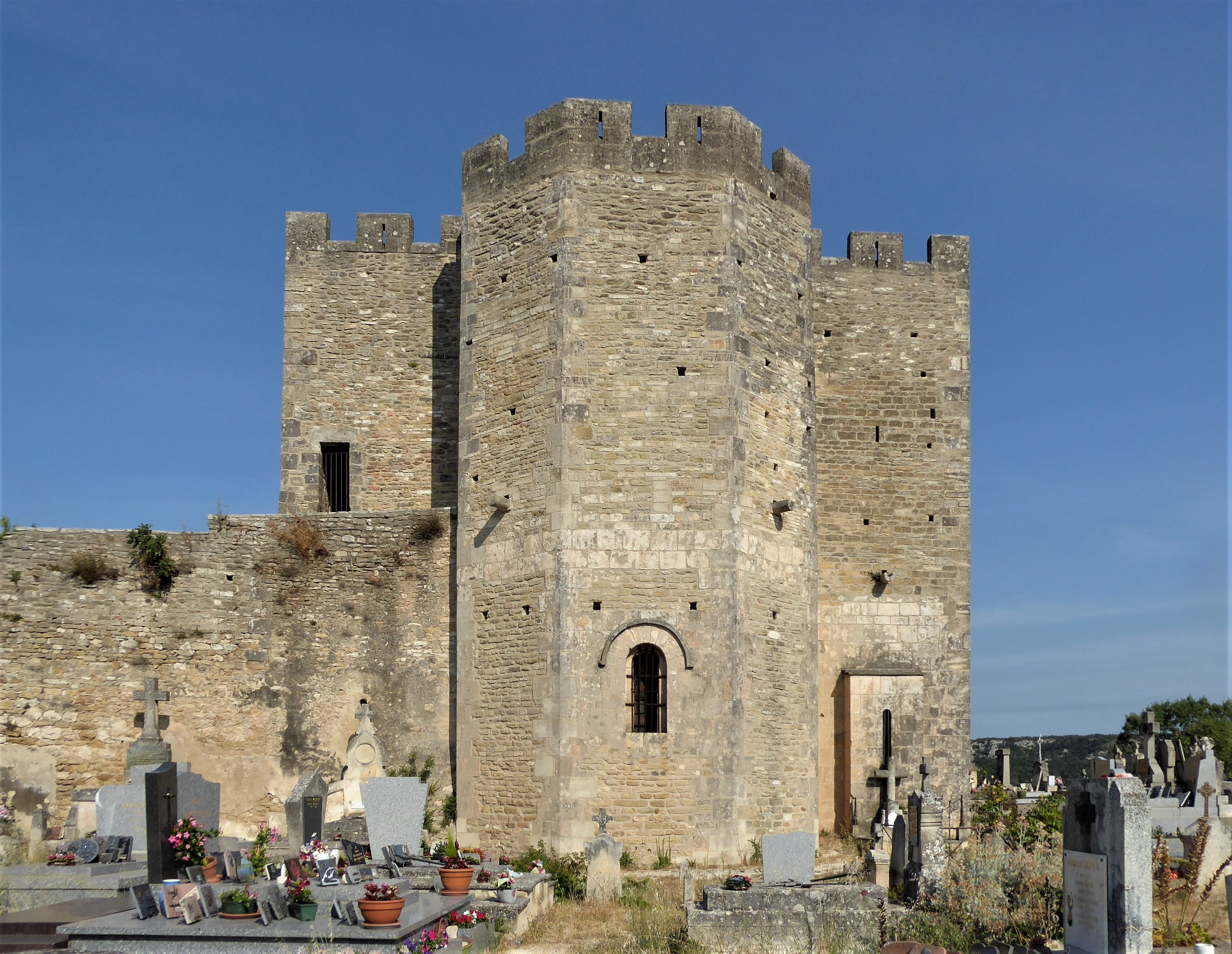

#### Autres lieux et monuments
- L'oppidum de Marduel, comprenant de nombreux habitats perchés sur une colline dominant le Gardon
- La fontaine-lavoir impériale à trois bassins reliés par des canaux inauguré en 1809 ; couverture du lavoir édifiée en 1861.
- Le beffroi (réglé par satellite) surmontée d'un campanile contenant une cloche de 409 kg, datant de 1846.
- Le porche médiévale, vestige de l'ancien rempart.
- Une capitelle (cabane traditionnelle de pierres sèches) à côté de la mairie.
- Plusieurs croix.
- L'ancien moulin à vent.
- Le monument aux morts situé dans le cimetière.

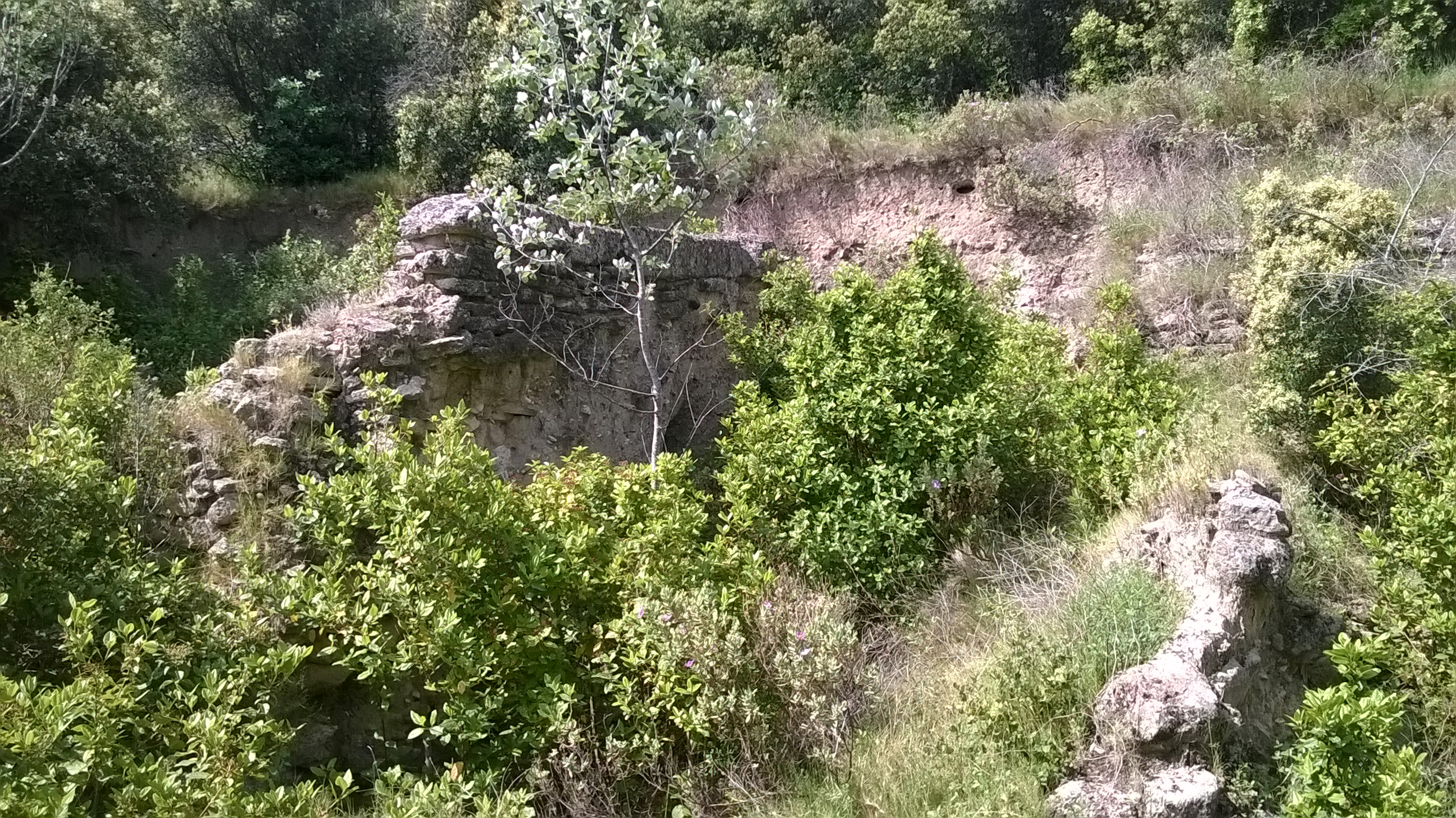
Les vestiges de l'oppidum de Marduel.
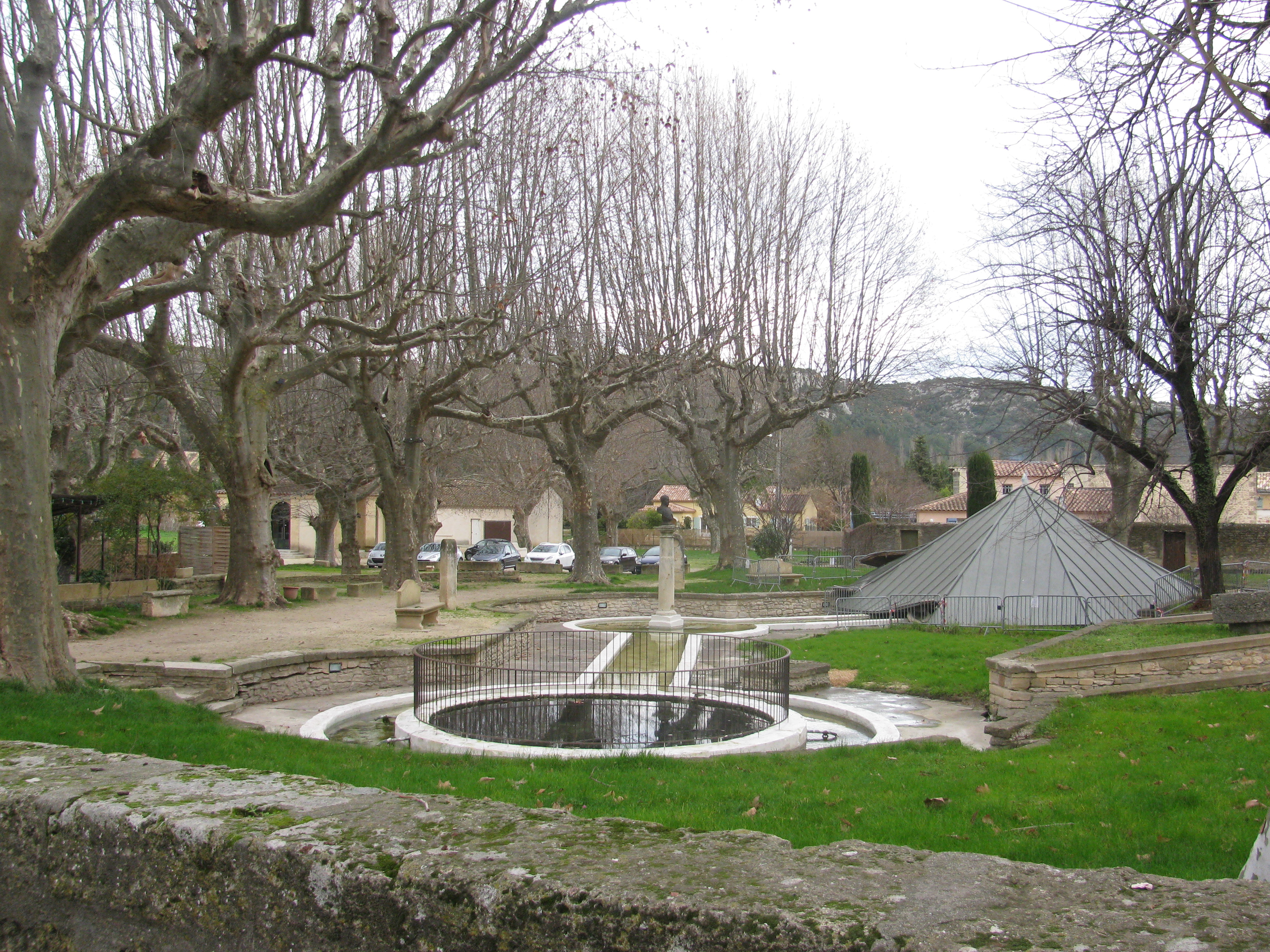
La fontaine-lavoir.
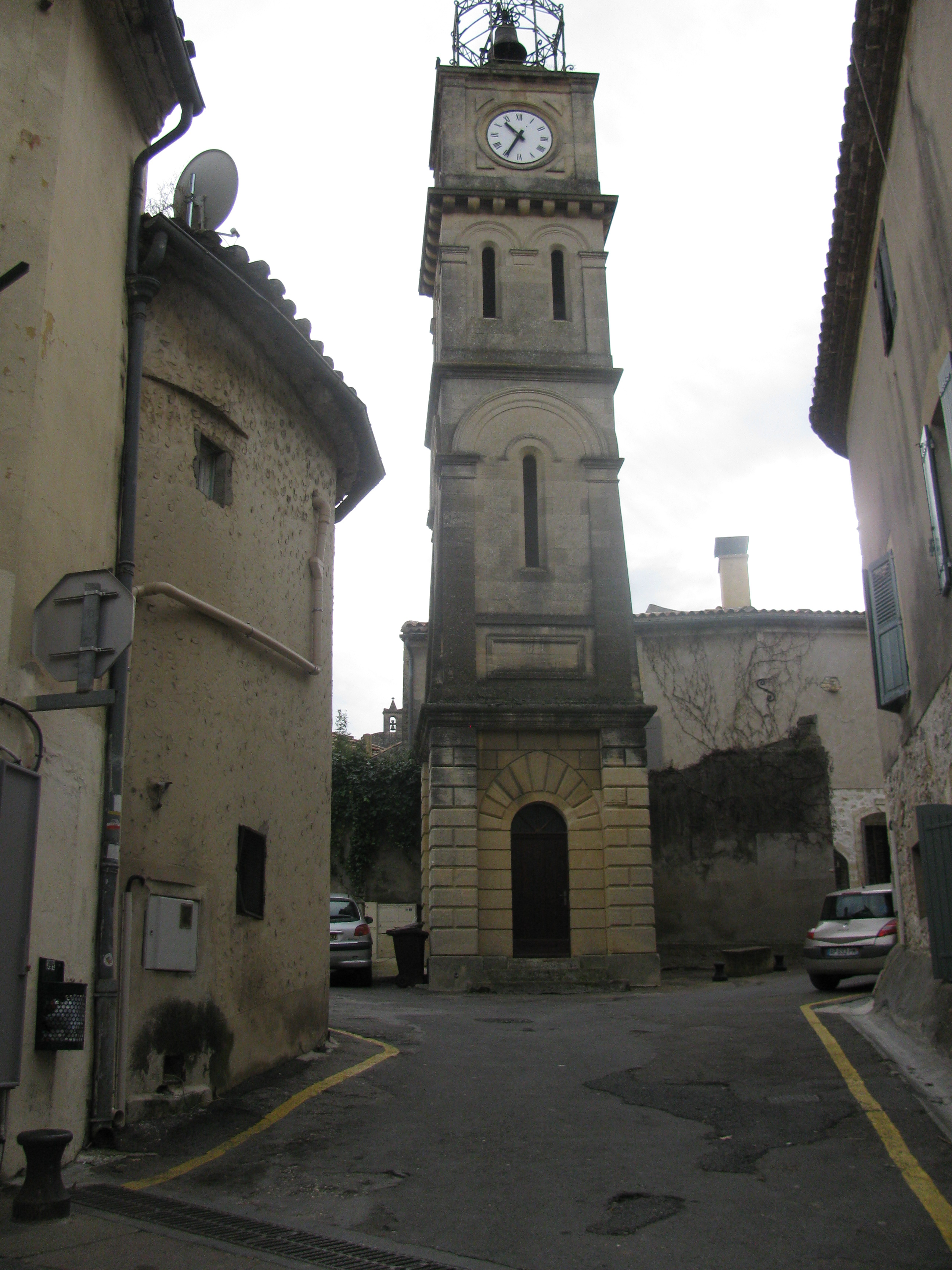
Le beffroi.
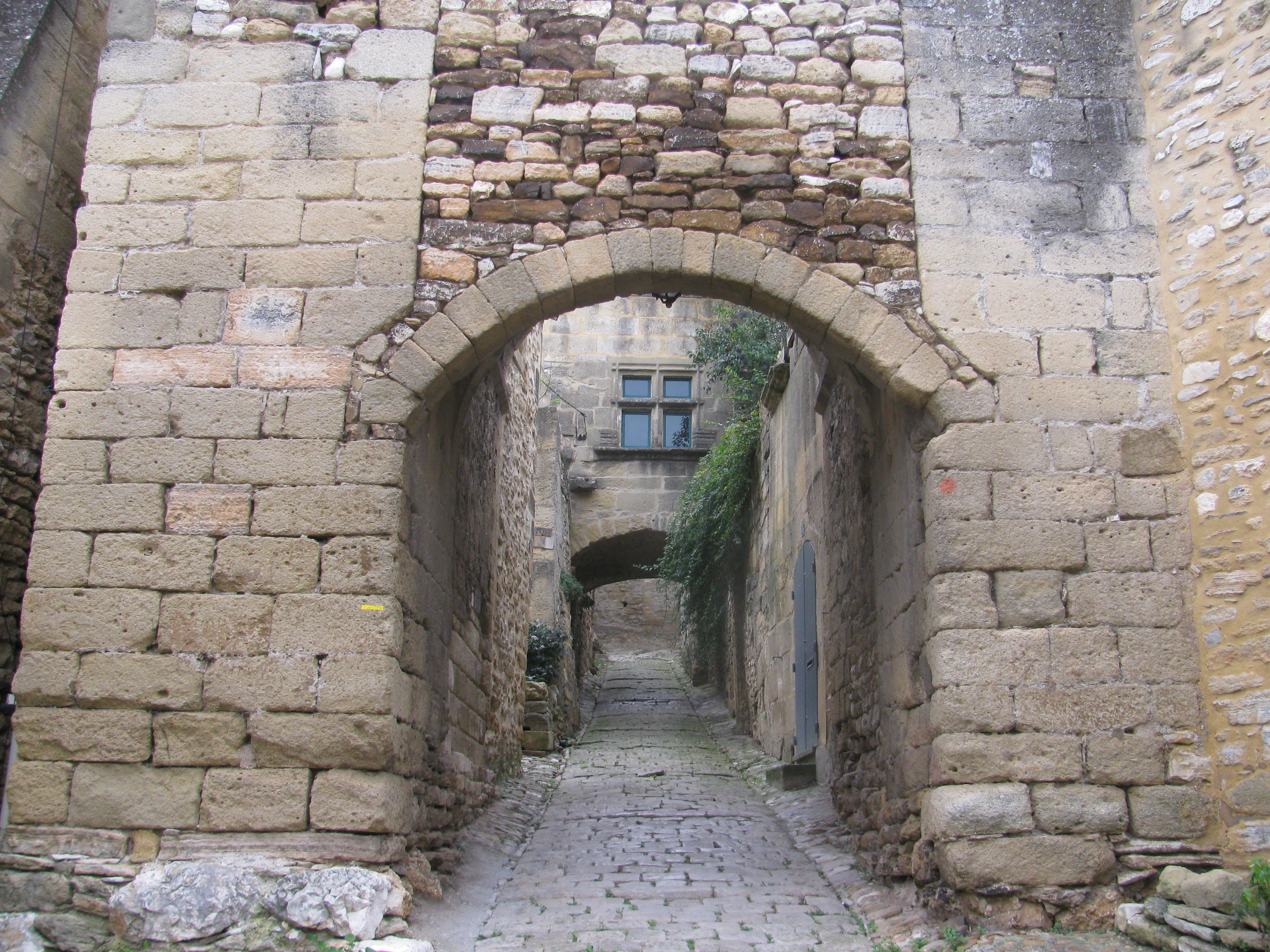
Le porche.
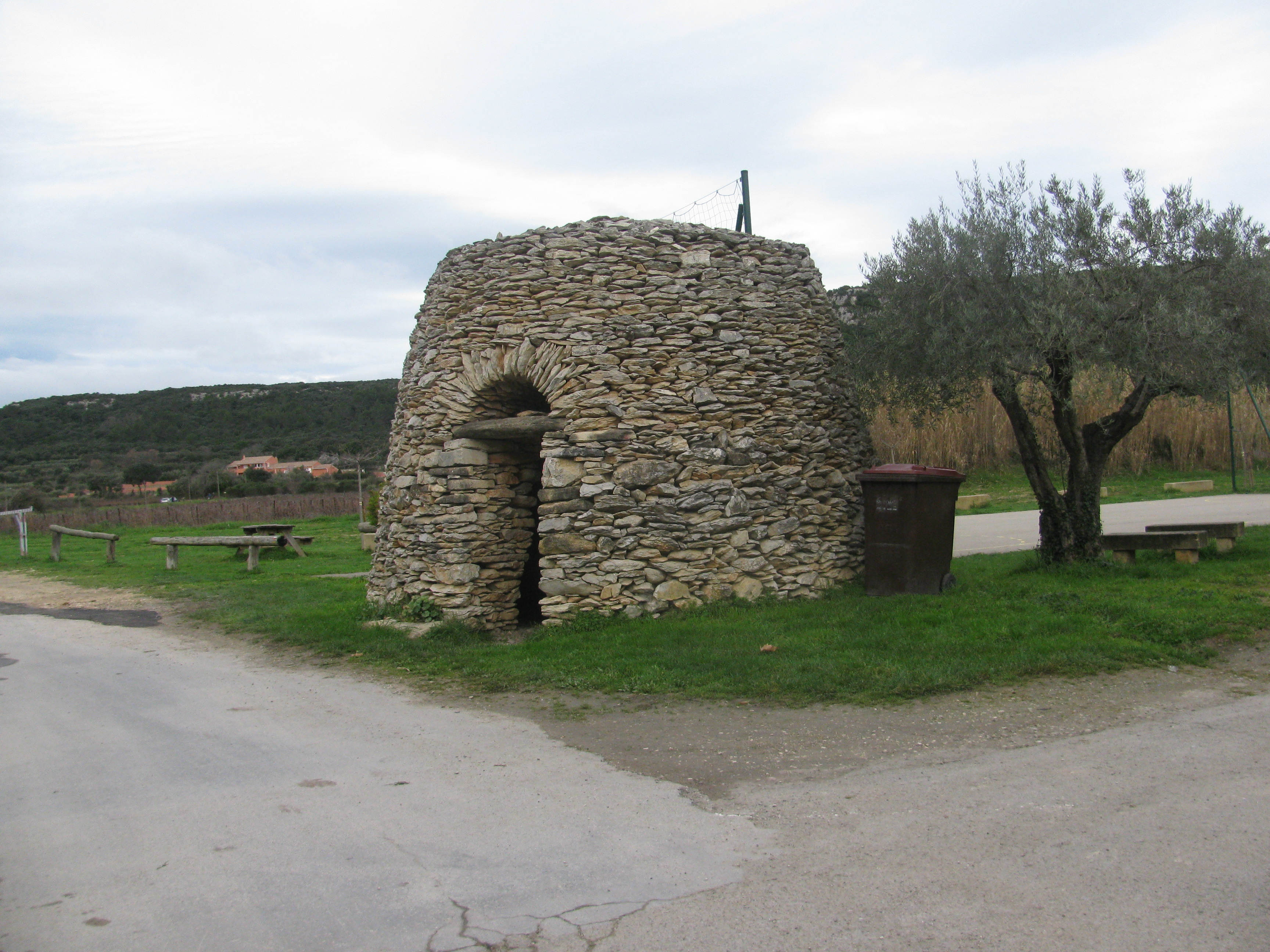
Une capitelle.
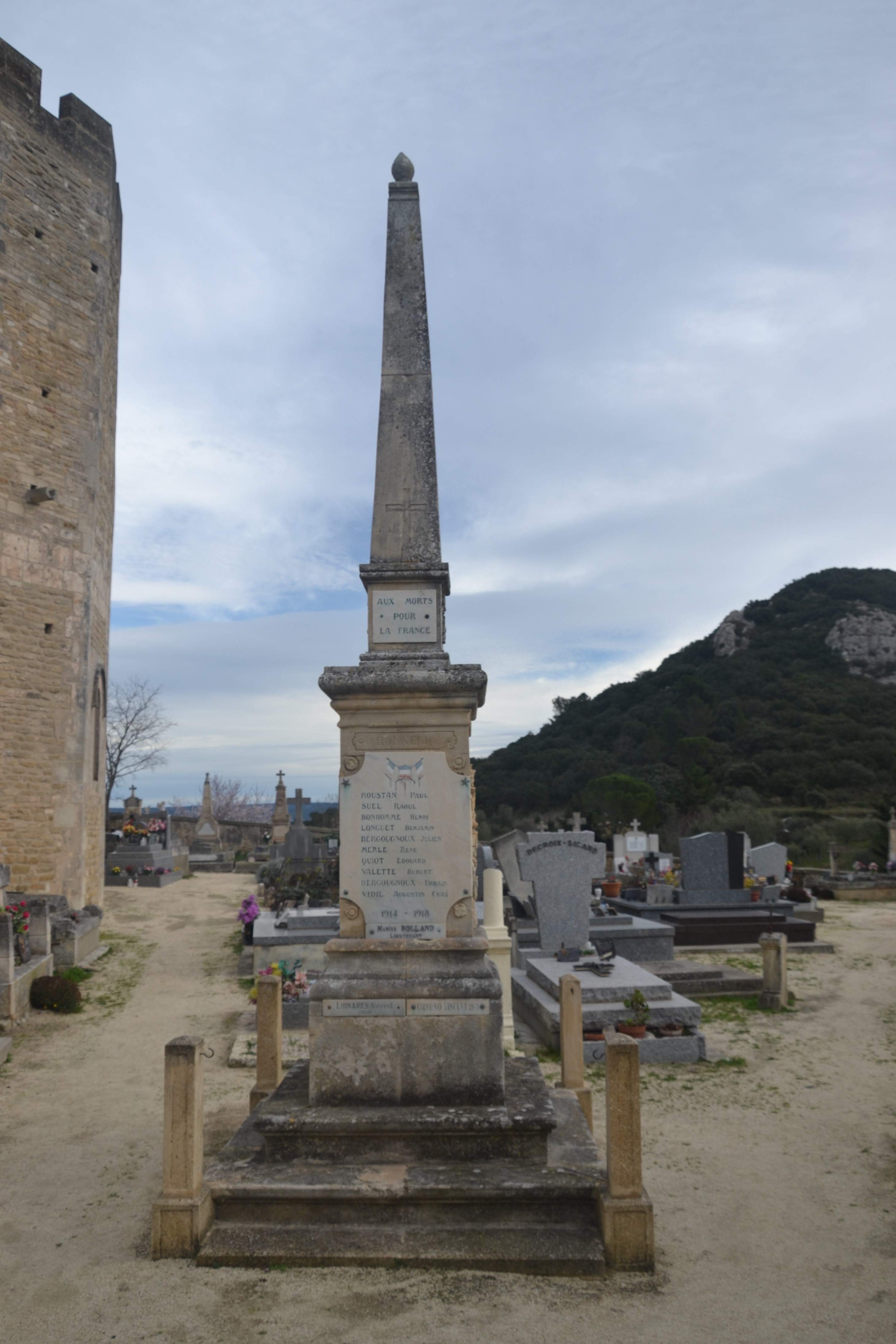
Le monument aux morts.

### Personnalités liées à la commune
- Henri II de Rohan (1579-1638), duc de Rohan et chef de guerre des rébellions huguenotes contre le pouvoir royal catholique. Il fit, durant ce conflit, démanteler une grande partie des remparts de l'ancien village.
- Louis Salle (1891-1971), résistant, adjoint au maire de Saint-Bonnet-du-Gard, mort dans la commune.
- Jacques Favre de Thierrens (1895-1973), peintre et « as » de la Première Guerre mondiale, avait une propriété à Saint-Bonnet-du-Gard ; il peignit le village et le château dans nombre de ses œuvres.
- Curtis Roosevelt (1930-2106), fonctionnaire et commentateur politique Américain, mort dans la commune.

### Héraldique
| Blason de Saint-Bonnet-du-Gard | Blason  | D'or au lion de gueules ; au chef d'azur chargé de trois étoiles du champ. |
| Blason de Saint-Bonnet-du-Gard | Détails | Le statut officiel du blason reste à déterminer.                           |